# Коншон
Коншон (в'єт. Côn Sơn, малай. Pulau Kundur, фр. Grande-Condore) — найбільший острів у складі в'єтнамського архіпелагу Кондао на південний схід від материкової частини країни. Адміністративно належить до провінції Баріа-Вунгтау.

## Клімат
Острів знаходиться у зоні, котра характеризується мусонним кліматом. Найтепліший місяць — квітень із середньою температурою 28.3 °C (83 °F). Найхолодніший місяць — січень, із середньою температурою 25.6 °С (78 °F).
| Клімат Коншона          | Клімат Коншона | Клімат Коншона | Клімат Коншона | Клімат Коншона | Клімат Коншона | Клімат Коншона | Клімат Коншона | Клімат Коншона | Клімат Коншона | Клімат Коншона | Клімат Коншона | Клімат Коншона | Клімат Коншона |
| Показник                | Січ.           | Лют.           | Бер.           | Квіт.          | Трав.          | Черв.          | Лип.           | Серп.          | Вер.           | Жовт.          | Лист.          | Груд.          | Рік            |
| Абсолютний максимум, °C | 33             | 33             | 33             | 34             | 35             | 33             | 37             | 36             | 33             | 35             | 32             | 31             | 37             |
| Середній максимум, °C   | 27             | 28             | 29             | 31             | 31             | 30             | 30             | 30             | 30             | 29             | 28             | 27             | 29             |
| Середня температура, °C | 25             | 25             | 26             | 28             | 28             | 27             | 27             | 27             | 27             | 26             | 26             | 25             | 27             |
| Середній мінімум, °C    | 23             | 23             | 24             | 25             | 25             | 25             | 25             | 25             | 25             | 24             | 24             | 24             | 25             |
| Абсолютний мінімум, °C  | 17             | 18             | 18             | 20             | 22             | 17             | 17             | 20             | 20             | 20             | 18             | 17             | 17             |
| Норма опадів, мм        | 10             | 0              | 0              | 30             | 220            | 300            | 260            | 310            | 330            | 300            | 200            | 70             | 2100           |
| Днів з дощем            | 1              | 0              | 0              | 3              | 5              | 16             | 14             | 16             | 15             | 14             | 11             | 4              | 103            |
| Вологість повітря, %    | 78             | 79             | 79             | 78             | 79             | 79             | 80             | 80             | 81             | 83             | 82             | 79             | 80             |
| ----------------------- | -------------- | -------------- | -------------- | -------------- | -------------- | -------------- | -------------- | -------------- | -------------- | -------------- | -------------- | -------------- | -------------- |
| Джерело: Weatherbase    |                |                |                |                |                |                |                |                |                |                |                |                |                |